# Schinkenwurst
Schinkenwurst ist eine Bezeichnung für unterschiedliche Wurstsorten. Die Würste zeichnen sich durch einen hohen Anteil an Muskelfleisch des Schweins aus, was nach dem Synonym Schinken für die Schweinekeule namensgebend ist.

## Varianten in Deutschland
Allgemein bezeichnet man als Schinkenwurst eine grob gekörnte Rohwurst aus Schweinefleisch und Speck. Für die Herstellung wird ein Teil des Fleisches fein im Kutter zerkleinert. Der andere Teil des Fleisches und der Speck wird grob geschnitten bzw. gewolft. Die Masse wird mit Pfeffer, Senfkorn, Ingwer und Rum gewürzt. Außerdem mit Nitritpökelsalz, das auch für die erwünschte Rötung der Wurst erforderlich ist. In Kunstdarm mit einem Durchmesser von 50–75 Millimetern abgefüllt wird die Wurst kalt geräuchert und reift bis zu sechs Tage, bis sie genussreif ist. Regionale Varianten sind die Polnische Schinkenwurst, bei der ein Teil Rindfleisch verwendet wird und die typischerweise mit Majoran gewürzt ist; die Schinkenwurst Krakauer Art, die nur aus Schweine- und Rindfleisch hergestellt wird und zusätzlich mit Rotwein, Kümmel und Knoblauch gewürzt ist und die Göttinger Schinkenwurst, für die nur Schweinefleisch verwendet wird.
Von diesen Varianten unterscheiden sich grundsätzlich die Gruppe der Brühwürste, die jedoch teilweise parallel als Schinkenwurst bezeichnet werden. Für die Herstellung wird Aufschnitt-Grundbrät gegebenenfalls mit weiteren Zutaten vermengt, in Därme abgefüllt und in heißem Wasser oder Brühe gegart. Je nach Zutat bezeichnet man die Würste regional verschieden. Mit Pistazien wird sie als (Norddeutsche) Mortadella oder Pistazienwurst bezeichnet.
Als grobe Variante mit sichtbaren Fleischstücken bezeichnet man sie als Jagdwurst, Stuttgarter (Schinkenwurst) oder Schützenwurst. Für Westfälische Schinkenwurst wird nur ein kleiner Teil Brät hinzugefügt, überwiegend besteht sie aus grob gewolftem Schweinefleisch. Ähnlich wird die Tiroler Schinkenwurst hergestellt, jedoch wird Rindfleischbrät und Schweinefleisch verwendet. Synonyme dafür sind Hallauer Schinkenwurst oder verkürzt Tiroler. Mit Knoblauch und Senfkörnern gewürzt nennt man sie auch Krakauer Schinkenwurst.
Gerauchte Schinkenwurst ist eine mehrfach geräucherte Wurst aus Rindfleischbrät und Schweinefleisch. Zuerst wird die Wurst eine Stunde lang heiß angeräuchert, anschließend gebrüht und direkt danach für etwa zwölf Stunden kalt geräuchert.
Spanische Schinkenwurst wird in mehreren Arbeitsschritten hergestellt. Zur Vorbereitung pökelt man fein gewürfeltes Schweinefleisch mehrere Stunden lang. Anschließend mariniert man es ein bis zwei Tage lang in einer Rotwein-Essig-Marinade, die mit Basilikum, Paprika, Lorbeer, Thymian, Koriander und Knoblauch gewürzt ist. Anschließend mischt man es mit einem kleinen Teil Aufschnitt-Grundbrät, würzt es mit Pfeffer, Mazis und Senfkörnern und füllt es in Därme mit einem Durchmesser von 90–120 Millimetern. Nach dem Brühen werden die Würste zum Abschluss etwa zwölf Stunden lang kalt geräuchert.

## Andere Varianten
In der Schweiz ist Schinkenwurst eine geräucherte Brühwurst mit Pökelstoffen, bei der im Brät Schinkenwürfel (etwa zwei Zentimeter groß) eingelagert sind. Bekannt ist die vor allem im Kanton Schaffhausen und in der Agglomeration Zürich produzierte Hallauer Schinkenwurst.
In Österreich ist Schinkenwurst ein Produkt, welches aus mild gepökelten groben Schweineschlögelteilen mit wenig feincremiger Brätmasse zusammengesetzt wird, ähnlich einem Toastschinken. Sie gehört zur Kategorie der Fleischwürste. Seit 2009 sind Schinkenwurst und Krakauer, wie auch schon vor dem Zweiten Weltkrieg,
wieder unter einer Qualitätsanforderung vereinigt.